# كلية الحقوق و العلوم الإنسانية بسكرة
كلية الحقوق والعلوم الإنسانية بسكرة هي واحدة من المؤسسات التعليمية للتعليم العالي في الجزائر، وتقع في ولاية بسكرة . تأسست جامعة محمد خضر بسكرة عام 1983 ، وهي مؤسسة عامة غير هادفة للربح تقع في المناطق الحضرية لمدينة بسكرة. معترف بها رسميًا من قبل وزارة التعليم العالي والبحث العلمي.
أنشأت في الجامعة ثلاثة معاهد وطنية كانت مستقلة إداريًا وتربويًا وماليًا وهي: المعهد الوطني للهيدروليكا، المعهد الوطني للهندسة المعمارية، المعهد الوطني للتقنيات الكهربية. أصبحت هذه المعاهد الثلاثة مركزًا جامعيًا في عام 1992، وأصبح المركز جامعة محمد خضر بسكرة في عام 1998، والآن تضم الجامعة ست كليات.

## مراحل الجامعة

### المرحلة الأولى: مرحلة المعاهد (1984 - 1992)[5]
كانت المعاهد الوطنية تتمتع باستقلالية إدارية، بيداغوجية ومالية وتتكفل هيئة مركزية بالتنسيق بينها
1. المعهد الوطني للري (المرسوم 254-84 المؤرخ في 1984/08/18)
2. المعهد الوطني للهندسة المعمارية (المرسوم رقم 253-84 المؤرخ في 1984/08/05)
3. المعهد الوطني للكهرباء التقنية (المرسوم رقم 169-86 المؤرخ في 1986/08/18)

### المرحلة الثانية: مرحلة المركز الجامعي (1992 - 1998)
تحولت هذه المعاهد إلى مركز جامعي بمقتضى المرسوم رقم 295-92 في 1992/07/07، منذ عام 1992 تم فتح معاهد أخرى:
- معهد العلوم الدقيقة.
- معهد العلوم الاقتصادية.
- معهد الأدب العربي.
- معهد الهندسة المدنية.
- معهد الإلكترونيك.
- معهد علم الاجتماع.

### المرحلة الثالثة: مرحلة الجامعة (1998 - إلى يومنا هذا)
بصدور المرسوم رقم 219-98 المؤرخ في 1998/07/07 تحول المركز الجامعي إلى جامع تضم ثلاث كليات. تم في 2004/08/24 صدور المرسوم التنفيذي رقم 255-04 المعدل للمرسوم التنفيذي رقم 219-98 المؤرخ في 1998/07/07 والمتضمن إنشاء جامعة بسكرة، المعدل بحيث أصبحت الجامعة تتكون من ست كليات هي:
1. كلية العلوم والتكنولوجيا

- كلية العلوم الإنسانية

1. كلية الحقوق والعلوم السياسية
2. كلية العلوم الاقتصادية والتسيير
3. كلية الاداب
4. كلية العلوم الدقيقة

### الوضع الحالي
ثم جاء المرسوم التنفيذي رقم 90-09 المؤرخ في 21 صفر 1430 هـ الموافق لـ 17 فبراير 2009، الذي يعدل ويتمم المرسوم التنفيذي رقم 219-98 المؤرخ في 1998/07/07 وأصبحت الجامعة تتكون من ستة كليات هي:
1. كلية العلوم الدقيقة وعلوم الطبيعة والحياة
2. كلية العلوم والتكنلوجيا
3. كلية الحقوق والعلوم السياسية
4. كلية العلوم الإنسانية والاجتماعية
5. كلية العلوم الاقتصادية والتجارية وعلوم التسيير
6. كلية الآداب واللغات

كما عدل المرسوم التنفيذي المادة 4 من المرسوم التنفيذي رقم 219-98 بحيث أصبحت تضم مديرية الجامعة زيادة على الآمانة العامة والمكتبة المركزية أربع نيابات مديرية تكلف على التوالي بالميادين الآتية:
- نيابة مديرية الجامعة للتكوين العالي في التدرج والتكوين المتواصل والشهادات
- نيابة مديرية الجامعة للتكوين العالي في ما بعد التدرج والتأهيل الجامعي والبحث العلمي
- نيابة مديرية الجامعة للعلاقات الخارجية والتعاون والتنشيط والاتصال والتظاهرات العلمية
- نيابة مديرية الجامعة للتنمية والاستشراف والتوجيه